# Lógica informal
Lógica informal ou lógica não-formal é o estudo dos argumentos apresentados com base na veracidade das premissas em uma linguagem natural, que contrasta com as apresentações de argumentos numa linguagem artificial, formal ou técnica, (ver lógica formal). a lógica informal é definida pela análise da assertividade (correspondência das premissas à realidade) dos argumentos, não abordando rigorosamente a validade da estrutura argumentativa sob uma exata formalização matemática complexa demarcada por símbolos e regras intransigentes. (trabalhada essencialmente pela lógica formal), e sobretudo aferindo o conteúdo argumentativo. Em outras palavras, trabalha a factualidade das premissas com uma metodologia natural e intuitiva, ausente de exigências sistemáticas sustentadas por formas lógicas.
Textos opinativos em jornais e revistas oferecem exemplos de textos ilustrativos de lógica informal, geralmente porque tais textos são curtos e freqüentemente falaciosos. Todavia, lógica informal também é utilizada para raciocinar sobre eventos em ciências humanas e sociais. De facto, a maior parte da argumentação que parte de fa(c)tos conhecidos para fa(c)tos desconhecidos usando linguagem natural, mesmo se combinada com raciocínios matemáticos e estatísticos, pode ser considerada como uma aplicação de lógica informal posto que não contam com evidências empíricas adicionais.

### Em inglês
- GROARKE, Leo. "Informal Logic", Stanford Encyclopedia of Philosophy, Eprint, 2002.

### Em português
- GROARKE, Leo. Lógica informal. Wilfrid Laurier University. Em Crítica na Rede. Acessado em 29 de julho de 2007.
- JOHNSON, Ralph H.; BLAIR, J. Anthony. Lógica informal: uma visão geral. Trad. Paulo Roberto Gonçalves-Segundo et al. EID&A - Revista Eletrônica de Estudos Integrados em Discurso e Argumentação, Ilhéus, n. 14, p. 195-215, jul/dez.2017.
- POLÓNIO, Artur. Inspectores de circunstância e lógica informal. Em O Canto da Filosofia. Acessado em 29 de julho de 2007.